# Форт-Коффі (Оклахома)
Форт-Коффі (англ. Fort Coffee) — місто (англ. town) в США, в окрузі Лефлор штату Оклахома. Населення — 335 осіб (2020).

## Географія
Форт-Коффі розташований за координатами 35°17′39″ пн. ш. 94°34′17″ зх. д. / 35.29417° пн. ш. 94.57139° зх. д. (35.294209, -94.571353).  За даними Бюро перепису населення США в 2010 році місто мало площу 16,77 км², з яких 16,77 км² — суходіл та 0,01 км² — водойми.

## Демографія
Згідно з переписом 2010 року, у місті мешкали 424 особи в 176 домогосподарствах у складі 110 родин. Густота населення становила 25 осіб/км².  Було 185 помешкань (11/км²).
Расовий склад населення:
| - 66,5 % — чорних або афроамериканців - 21,9 % — білих - 4,2 % — корінних американців - 0,9 % — азіатів |

До двох чи більше рас належало 6,1 %. Частка іспаномовних становила 0,9 % від усіх жителів.
За віковим діапазоном населення розподілялося таким чином: 24,1 % — особи молодші 18 років, 60,3 % — особи у віці 18—64 років, 15,6 % — особи у віці 65 років та старші. Медіана віку мешканця становила 44,3 року. На 100 осіб жіночої статі у місті припадало 94,5 чоловіків;  на 100 жінок у віці від 18 років та старших — 94,0 чоловіків також старших 18 років.
Середній дохід на одне домашнє господарство  становив 35 171 долар США (медіана — 26 827), а середній дохід на одну сім'ю — 40 206 доларів (медіана — 31 563). Медіана доходів становила 29 732 долари для чоловіків та 32 000 доларів для жінок. За межею бідності перебувало 29,7 % осіб, у тому числі 39,0 % дітей у віці до 18 років та 26,9 % осіб у віці 65 років та старших.
Цивільне працевлаштоване населення становило 165 осіб. Основні галузі зайнятості: освіта, охорона здоров'я та соціальна допомога — 30,3 %, мистецтво, розваги та відпочинок — 18,2 %, роздрібна торгівля — 11,5 %, виробництво — 10,9 %.